# Henry Hohauser
Henry Hohauser (1895-1963) was een Amerikaans architect.
Hohauser volgde zijn opleiding aan het Pratt Institute in Brooklyn, New York. In 1932 vertrok hij naar Florida, waar hij al snel een van de meest prominente architecten in Miami Beach werd.
Van Hohauser werden in totaal zo'n 300 projecten gerealiseerd, waaronder The Century Hotel in 1939 en The Essex House Hotel in 1938.
- Library of Congress Control Number: no2005008493
- Union List of Artist Names: 500093032
- Virtual International Authority File: 2192040
- WorldCat: E39PBJd8fbdmkgWg7JJBx36h73